# تتین (ناحیه بروون)
تتین (به چکی: Tetín) یک منطقهٔ مسکونی در جمهوری چک است که در ناحیه بروون واقع شده‌است. تتین ۱۰٫۲۹ کیلومتر مربع مساحت و ۸۴۶ نفر جمعیت دارد.